# دهستان بهی دهبکری
دهستان بهی دهبکری نام دهستانی در بخش سیمینه شهرستان بوکان، استان آذربایجان غربی در ایران است. براساس سرشماری مرکز آمار ایران در سال ۱۳۸۵، جمعیت آن ۴۳۵۷ نفر (۸۴۵ خانوار) بوده‌است.